# Josef Krejcik
Josef Emil Krejcik (Vienna, 22 gennaio 1885 – Vienna, 4 gennaio 1957) è stato uno scacchista e compositore di scacchi austriaco.
Partecipò a molti tornei austriaci, soprattutto viennesi, negli anni precedenti e seguenti la prima guerra mondiale. Nel 1908 fu 6º a Vienna (vinse Richard Réti), nel 1909 5º a Vienna (vinse ancora Réti), nel 1914/15 6º al Trebitsch Memorial di Vienna (vinse Carl Schlechter), nel 1915 2º-3º a Vienna (vinse Józef Dominik), nel 1921 =1º con Hans Kmoch sempre a Vienna. Nel 1908 vinse contro Emanuel Lasker in una simultanea tenuta da quest'ultimo a Vienna.
Krejcik era un giornalista pubblicista. Collaborò con varie riviste austriache, tra cui la Wiener Schachzeitung e la Neues Wiener Abendblatt. La sua fama è però legata soprattutto a due libri scritti in chiave umoristica: 13 Kinder Caissens (Vienna 1924) e Artige und unartige Kinder der Schachmuse (Lipsia, 1925). Nel 1955 scrisse a Berlino Mein Abschied vom Schach (il mio addio agli scacchi).
Nel 1920 fu tra i fondatori e primo presidente della Federazione Scacchistica Austriaca.
Il gambetto Krejcik  (1. d4 f5 2. g4), una variante minore della difesa olandese, porta il suo nome . È un gambetto probabilmente non del tutto corretto ma non privo di risorse. È stato adottato qualche volta con successo anche ad alto livello.

## Partite notevoli
Nonostante la sua scarsa propensione al gioco posizionale, Krejcik riuscì ad infliggere sconfitte
ad alcuni dei più forti giocatori del suo tempo in partite miniature:
- Josef Krejcik - Konrad Krobot, Vienna 1908  Partita del centro C22  (27 mosse)
- Josef Krejcik - Milan Vidmar, Vienna 1906  Partita Viennese C29  (21 mosse)
- Josef Krejcik - Hugo Süchting, Wenen 1908  Difesa siciliana, gambetto Morphy B21  (10 mosse)
- Josef Krejcik - Richard Réti, Vienna 1922  Gambetto di donna D06  (10 mosse)

La seguente partita, nota come « L'immortale del Dr. Krejcik », mostra la sua pericolosità nelle posizioni tattiche:
- Johann Berger - Josef Krejchik, Carlsbad 1911

Controgambetto Albin  -  1. d4 d5 2.c4 e5 3.dxe5 d4 4. e4 Ac5 5. f4 f6 6. exf6 Cxf6 7. Ad3 Cc6
8. a3 a5 9. Cf3 0-0 10. 0-0 Te8 11. e5 Cg4 12. Te1 Af5! (l'inizio di un poderoso attacco)
13. Axf5 d3+ 14. Rf1 Dh4!! (la prima di due offerte della Donna) 15. Dd2 Dxh2!
16. Axd3 Dh1+ 17. Re2 Dxg2  18. Rd1 Dxf3 19. Ae2 Db3+ 20. Dc2 Cf2+ 21. Rd2 Ae3 matto. 

## Uno studio di Josef Krejcik
Krejcik era anche un compositore di studi e di problemi. Circa 50 suoi studi sono compresi nel database di riferimento di Harold van der Heijden. Il seguente studio vinse il primo premio in un concorso svedese del 1919.
|   | a | b | c | d | e | f | g | h |   |
| 8 | g7 re del bianco · c6 pedone del nero · c5 cavallo del bianco · d5 torre del nero · g5 re del nero · a4 cavallo del bianco · g4 pedone del nero · g3 pedone del bianco · g2 pedone del bianco | g7 re del bianco · c6 pedone del nero · c5 cavallo del bianco · d5 torre del nero · g5 re del nero · a4 cavallo del bianco · g4 pedone del nero · g3 pedone del bianco · g2 pedone del bianco | g7 re del bianco · c6 pedone del nero · c5 cavallo del bianco · d5 torre del nero · g5 re del nero · a4 cavallo del bianco · g4 pedone del nero · g3 pedone del bianco · g2 pedone del bianco | g7 re del bianco · c6 pedone del nero · c5 cavallo del bianco · d5 torre del nero · g5 re del nero · a4 cavallo del bianco · g4 pedone del nero · g3 pedone del bianco · g2 pedone del bianco | g7 re del bianco · c6 pedone del nero · c5 cavallo del bianco · d5 torre del nero · g5 re del nero · a4 cavallo del bianco · g4 pedone del nero · g3 pedone del bianco · g2 pedone del bianco | g7 re del bianco · c6 pedone del nero · c5 cavallo del bianco · d5 torre del nero · g5 re del nero · a4 cavallo del bianco · g4 pedone del nero · g3 pedone del bianco · g2 pedone del bianco | g7 re del bianco · c6 pedone del nero · c5 cavallo del bianco · d5 torre del nero · g5 re del nero · a4 cavallo del bianco · g4 pedone del nero · g3 pedone del bianco · g2 pedone del bianco | g7 re del bianco · c6 pedone del nero · c5 cavallo del bianco · d5 torre del nero · g5 re del nero · a4 cavallo del bianco · g4 pedone del nero · g3 pedone del bianco · g2 pedone del bianco | 8 |
| 7 | g7 re del bianco · c6 pedone del nero · c5 cavallo del bianco · d5 torre del nero · g5 re del nero · a4 cavallo del bianco · g4 pedone del nero · g3 pedone del bianco · g2 pedone del bianco | g7 re del bianco · c6 pedone del nero · c5 cavallo del bianco · d5 torre del nero · g5 re del nero · a4 cavallo del bianco · g4 pedone del nero · g3 pedone del bianco · g2 pedone del bianco | g7 re del bianco · c6 pedone del nero · c5 cavallo del bianco · d5 torre del nero · g5 re del nero · a4 cavallo del bianco · g4 pedone del nero · g3 pedone del bianco · g2 pedone del bianco | g7 re del bianco · c6 pedone del nero · c5 cavallo del bianco · d5 torre del nero · g5 re del nero · a4 cavallo del bianco · g4 pedone del nero · g3 pedone del bianco · g2 pedone del bianco | g7 re del bianco · c6 pedone del nero · c5 cavallo del bianco · d5 torre del nero · g5 re del nero · a4 cavallo del bianco · g4 pedone del nero · g3 pedone del bianco · g2 pedone del bianco | g7 re del bianco · c6 pedone del nero · c5 cavallo del bianco · d5 torre del nero · g5 re del nero · a4 cavallo del bianco · g4 pedone del nero · g3 pedone del bianco · g2 pedone del bianco | g7 re del bianco · c6 pedone del nero · c5 cavallo del bianco · d5 torre del nero · g5 re del nero · a4 cavallo del bianco · g4 pedone del nero · g3 pedone del bianco · g2 pedone del bianco | g7 re del bianco · c6 pedone del nero · c5 cavallo del bianco · d5 torre del nero · g5 re del nero · a4 cavallo del bianco · g4 pedone del nero · g3 pedone del bianco · g2 pedone del bianco | 7 |
| 6 | g7 re del bianco · c6 pedone del nero · c5 cavallo del bianco · d5 torre del nero · g5 re del nero · a4 cavallo del bianco · g4 pedone del nero · g3 pedone del bianco · g2 pedone del bianco | g7 re del bianco · c6 pedone del nero · c5 cavallo del bianco · d5 torre del nero · g5 re del nero · a4 cavallo del bianco · g4 pedone del nero · g3 pedone del bianco · g2 pedone del bianco | g7 re del bianco · c6 pedone del nero · c5 cavallo del bianco · d5 torre del nero · g5 re del nero · a4 cavallo del bianco · g4 pedone del nero · g3 pedone del bianco · g2 pedone del bianco | g7 re del bianco · c6 pedone del nero · c5 cavallo del bianco · d5 torre del nero · g5 re del nero · a4 cavallo del bianco · g4 pedone del nero · g3 pedone del bianco · g2 pedone del bianco | g7 re del bianco · c6 pedone del nero · c5 cavallo del bianco · d5 torre del nero · g5 re del nero · a4 cavallo del bianco · g4 pedone del nero · g3 pedone del bianco · g2 pedone del bianco | g7 re del bianco · c6 pedone del nero · c5 cavallo del bianco · d5 torre del nero · g5 re del nero · a4 cavallo del bianco · g4 pedone del nero · g3 pedone del bianco · g2 pedone del bianco | g7 re del bianco · c6 pedone del nero · c5 cavallo del bianco · d5 torre del nero · g5 re del nero · a4 cavallo del bianco · g4 pedone del nero · g3 pedone del bianco · g2 pedone del bianco | g7 re del bianco · c6 pedone del nero · c5 cavallo del bianco · d5 torre del nero · g5 re del nero · a4 cavallo del bianco · g4 pedone del nero · g3 pedone del bianco · g2 pedone del bianco | 6 |
| 5 | g7 re del bianco · c6 pedone del nero · c5 cavallo del bianco · d5 torre del nero · g5 re del nero · a4 cavallo del bianco · g4 pedone del nero · g3 pedone del bianco · g2 pedone del bianco | g7 re del bianco · c6 pedone del nero · c5 cavallo del bianco · d5 torre del nero · g5 re del nero · a4 cavallo del bianco · g4 pedone del nero · g3 pedone del bianco · g2 pedone del bianco | g7 re del bianco · c6 pedone del nero · c5 cavallo del bianco · d5 torre del nero · g5 re del nero · a4 cavallo del bianco · g4 pedone del nero · g3 pedone del bianco · g2 pedone del bianco | g7 re del bianco · c6 pedone del nero · c5 cavallo del bianco · d5 torre del nero · g5 re del nero · a4 cavallo del bianco · g4 pedone del nero · g3 pedone del bianco · g2 pedone del bianco | g7 re del bianco · c6 pedone del nero · c5 cavallo del bianco · d5 torre del nero · g5 re del nero · a4 cavallo del bianco · g4 pedone del nero · g3 pedone del bianco · g2 pedone del bianco | g7 re del bianco · c6 pedone del nero · c5 cavallo del bianco · d5 torre del nero · g5 re del nero · a4 cavallo del bianco · g4 pedone del nero · g3 pedone del bianco · g2 pedone del bianco | g7 re del bianco · c6 pedone del nero · c5 cavallo del bianco · d5 torre del nero · g5 re del nero · a4 cavallo del bianco · g4 pedone del nero · g3 pedone del bianco · g2 pedone del bianco | g7 re del bianco · c6 pedone del nero · c5 cavallo del bianco · d5 torre del nero · g5 re del nero · a4 cavallo del bianco · g4 pedone del nero · g3 pedone del bianco · g2 pedone del bianco | 5 |
| 4 | g7 re del bianco · c6 pedone del nero · c5 cavallo del bianco · d5 torre del nero · g5 re del nero · a4 cavallo del bianco · g4 pedone del nero · g3 pedone del bianco · g2 pedone del bianco | g7 re del bianco · c6 pedone del nero · c5 cavallo del bianco · d5 torre del nero · g5 re del nero · a4 cavallo del bianco · g4 pedone del nero · g3 pedone del bianco · g2 pedone del bianco | g7 re del bianco · c6 pedone del nero · c5 cavallo del bianco · d5 torre del nero · g5 re del nero · a4 cavallo del bianco · g4 pedone del nero · g3 pedone del bianco · g2 pedone del bianco | g7 re del bianco · c6 pedone del nero · c5 cavallo del bianco · d5 torre del nero · g5 re del nero · a4 cavallo del bianco · g4 pedone del nero · g3 pedone del bianco · g2 pedone del bianco | g7 re del bianco · c6 pedone del nero · c5 cavallo del bianco · d5 torre del nero · g5 re del nero · a4 cavallo del bianco · g4 pedone del nero · g3 pedone del bianco · g2 pedone del bianco | g7 re del bianco · c6 pedone del nero · c5 cavallo del bianco · d5 torre del nero · g5 re del nero · a4 cavallo del bianco · g4 pedone del nero · g3 pedone del bianco · g2 pedone del bianco | g7 re del bianco · c6 pedone del nero · c5 cavallo del bianco · d5 torre del nero · g5 re del nero · a4 cavallo del bianco · g4 pedone del nero · g3 pedone del bianco · g2 pedone del bianco | g7 re del bianco · c6 pedone del nero · c5 cavallo del bianco · d5 torre del nero · g5 re del nero · a4 cavallo del bianco · g4 pedone del nero · g3 pedone del bianco · g2 pedone del bianco | 4 |
| 3 | g7 re del bianco · c6 pedone del nero · c5 cavallo del bianco · d5 torre del nero · g5 re del nero · a4 cavallo del bianco · g4 pedone del nero · g3 pedone del bianco · g2 pedone del bianco | g7 re del bianco · c6 pedone del nero · c5 cavallo del bianco · d5 torre del nero · g5 re del nero · a4 cavallo del bianco · g4 pedone del nero · g3 pedone del bianco · g2 pedone del bianco | g7 re del bianco · c6 pedone del nero · c5 cavallo del bianco · d5 torre del nero · g5 re del nero · a4 cavallo del bianco · g4 pedone del nero · g3 pedone del bianco · g2 pedone del bianco | g7 re del bianco · c6 pedone del nero · c5 cavallo del bianco · d5 torre del nero · g5 re del nero · a4 cavallo del bianco · g4 pedone del nero · g3 pedone del bianco · g2 pedone del bianco | g7 re del bianco · c6 pedone del nero · c5 cavallo del bianco · d5 torre del nero · g5 re del nero · a4 cavallo del bianco · g4 pedone del nero · g3 pedone del bianco · g2 pedone del bianco | g7 re del bianco · c6 pedone del nero · c5 cavallo del bianco · d5 torre del nero · g5 re del nero · a4 cavallo del bianco · g4 pedone del nero · g3 pedone del bianco · g2 pedone del bianco | g7 re del bianco · c6 pedone del nero · c5 cavallo del bianco · d5 torre del nero · g5 re del nero · a4 cavallo del bianco · g4 pedone del nero · g3 pedone del bianco · g2 pedone del bianco | g7 re del bianco · c6 pedone del nero · c5 cavallo del bianco · d5 torre del nero · g5 re del nero · a4 cavallo del bianco · g4 pedone del nero · g3 pedone del bianco · g2 pedone del bianco | 3 |
| 2 | g7 re del bianco · c6 pedone del nero · c5 cavallo del bianco · d5 torre del nero · g5 re del nero · a4 cavallo del bianco · g4 pedone del nero · g3 pedone del bianco · g2 pedone del bianco | g7 re del bianco · c6 pedone del nero · c5 cavallo del bianco · d5 torre del nero · g5 re del nero · a4 cavallo del bianco · g4 pedone del nero · g3 pedone del bianco · g2 pedone del bianco | g7 re del bianco · c6 pedone del nero · c5 cavallo del bianco · d5 torre del nero · g5 re del nero · a4 cavallo del bianco · g4 pedone del nero · g3 pedone del bianco · g2 pedone del bianco | g7 re del bianco · c6 pedone del nero · c5 cavallo del bianco · d5 torre del nero · g5 re del nero · a4 cavallo del bianco · g4 pedone del nero · g3 pedone del bianco · g2 pedone del bianco | g7 re del bianco · c6 pedone del nero · c5 cavallo del bianco · d5 torre del nero · g5 re del nero · a4 cavallo del bianco · g4 pedone del nero · g3 pedone del bianco · g2 pedone del bianco | g7 re del bianco · c6 pedone del nero · c5 cavallo del bianco · d5 torre del nero · g5 re del nero · a4 cavallo del bianco · g4 pedone del nero · g3 pedone del bianco · g2 pedone del bianco | g7 re del bianco · c6 pedone del nero · c5 cavallo del bianco · d5 torre del nero · g5 re del nero · a4 cavallo del bianco · g4 pedone del nero · g3 pedone del bianco · g2 pedone del bianco | g7 re del bianco · c6 pedone del nero · c5 cavallo del bianco · d5 torre del nero · g5 re del nero · a4 cavallo del bianco · g4 pedone del nero · g3 pedone del bianco · g2 pedone del bianco | 2 |
| 1 | g7 re del bianco · c6 pedone del nero · c5 cavallo del bianco · d5 torre del nero · g5 re del nero · a4 cavallo del bianco · g4 pedone del nero · g3 pedone del bianco · g2 pedone del bianco | g7 re del bianco · c6 pedone del nero · c5 cavallo del bianco · d5 torre del nero · g5 re del nero · a4 cavallo del bianco · g4 pedone del nero · g3 pedone del bianco · g2 pedone del bianco | g7 re del bianco · c6 pedone del nero · c5 cavallo del bianco · d5 torre del nero · g5 re del nero · a4 cavallo del bianco · g4 pedone del nero · g3 pedone del bianco · g2 pedone del bianco | g7 re del bianco · c6 pedone del nero · c5 cavallo del bianco · d5 torre del nero · g5 re del nero · a4 cavallo del bianco · g4 pedone del nero · g3 pedone del bianco · g2 pedone del bianco | g7 re del bianco · c6 pedone del nero · c5 cavallo del bianco · d5 torre del nero · g5 re del nero · a4 cavallo del bianco · g4 pedone del nero · g3 pedone del bianco · g2 pedone del bianco | g7 re del bianco · c6 pedone del nero · c5 cavallo del bianco · d5 torre del nero · g5 re del nero · a4 cavallo del bianco · g4 pedone del nero · g3 pedone del bianco · g2 pedone del bianco | g7 re del bianco · c6 pedone del nero · c5 cavallo del bianco · d5 torre del nero · g5 re del nero · a4 cavallo del bianco · g4 pedone del nero · g3 pedone del bianco · g2 pedone del bianco | g7 re del bianco · c6 pedone del nero · c5 cavallo del bianco · d5 torre del nero · g5 re del nero · a4 cavallo del bianco · g4 pedone del nero · g3 pedone del bianco · g2 pedone del bianco | 1 |
|   | a | b | c | d | e | f | g | h |   |

Soluzione:
1. Cс3! Te5

(1.… Tf5 2. Ce6+ Rh5 3. Cf4+ Rg5 4. Ce4#)
2. C3e4+ Rh5!  (2.… Rf5 3. Cd6+ e 4. Cf7+)

3. Cd7!! Te7+ 4. Rf8! Te6

5. Rf7 Tg6

6. Cf8! Th6

7. Cf6+ Rg5

8. Ce6+ Rf5

9. Cg7+ Rg5